# Юрсенар, Маргерит
Маргери́т Юрсена́р (фр. Marguerite Yourcenar, настоящее имя Маргери́т Кленеве́рк де Крейанку́р, Marguerite Cleenewerck de Crayencour; 8 июня 1903[…], Брюссель, Бельгия — 17 декабря 1987[…], Бар-Харбор, Мэн, США) — французская писательница. Первая в истории женщина, ставшая членом Французской академии.

## Биография

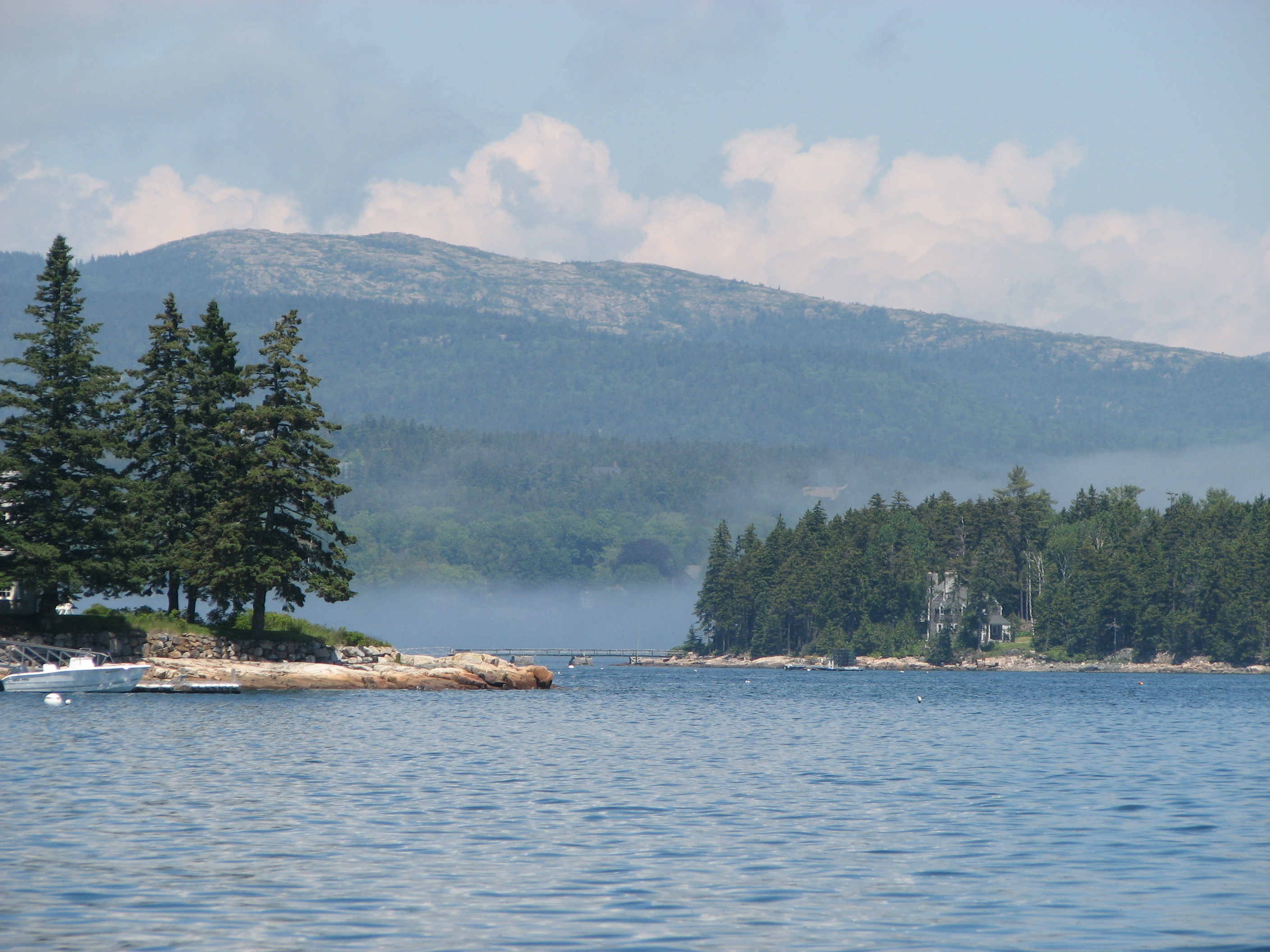
Остров Маунт-Дезерт

Уроженка Бельгии, настоящая фамилия — Крейанкур (Crayencour), псевдоним представляет собой анаграмму фамилии. С 1939 года жила в США, в 1947 году получила американское гражданство.
Маргерит Юрсенар — поистине уникальная фигура в современной французской литературе. Первая женщина, ставшая членом Французской академии и тем самым взорвавшая двухвековую традицию, не допускавшую женщин в общество «бессмертных», она и в жизни, и в творчестве шла своим особым путём.
Её мать Фернанд де Картье де Маршьен (Fernande de Cartier de Marchienne), происходившая из старинной бельгийской семьи, умерла в 1903 году, произведя на свет единственную дочь, Маргерит. Девочка осталась на попечении отца, который сыграл большую роль в её жизни. Бродяга по натуре, любитель женщин, Мишель де Крейянкур очень часто переезжал из города в город, из страны в страну, был игроком, не знавшим счета деньгам, но при этом оказался хорошим отцом. Тонкий ценитель литературы и искусства, Мишель читал дочери вслух свои любимые книги. Среди первых прочитанных ею авторов были Аристофан и Расин, Шекспир и Метерлинк, Шатобриан и Ибсен, Сен-Симон и Мережковский, исторические романы которого оказали на писательницу известное влияние. Маргерит не посещала никаких учебных заведений, но получила прекрасное домашнее образование, знала несколько языков и продолжала учиться всю жизнь.
Отец Маргерит умер, успев увидеть напечатанным (на его деньги) первый литературный опыт дочери, поэму «Сад химер». Псевдоним Юрсенар Маргерит и отец придумали вместе, составляя анаграммы из фамилии Крейянкур. Маргерит привлекло то, что написанный по-французски (Yourcenar), псевдоним выглядит весьма экзотично, так как первая буква — игрек, почти не встречается в начале французских фамилий.
Первое большое прозаическое произведение, роман «Алексис, или Рассуждение о тщетной борьбе» (1929) — исповедь гомосексуала. Много лет спустя, отвечая на вопросы журналистов почему она выбрала для своего дебюта в литературе столь скандальную для той поры тему, Маргерит ответила: «А вот это мне было совершенно безразлично». С самого начала своей творческой карьеры она проявила полную независимость взглядов, вкусов и поведения. Тема гомосексуальной и бисексуальной любви не раз возникала потом в её произведениях, потому что в этом, говорила писательница, её герои обретали свободу выбора, все проявления которой так ценила она сама.
До начала войны молодая женщина вела довольно рассеянный образ жизни, много путешествовала, посещала литературные круги, выпустила ещё два романа («Грош надежды» и «Последний удар»), а также ряд новелл и эссе. Хотя писательница и чувствовала угрозу надвигающегося фашизма, всей значительности проблемы она тогда не поняла. Война была для Юрсенар страшным потрясением. «Узнав о падении Парижа, я плакала», — говорила Маргерит. Но эта весть застала её уже в Америке, куда она приехала по приглашению Грейс Фрик, ставшей позднее её переводчицей, близким другом и спутницей жизни.
В Америке Юрсенар осталась навсегда. Купив дом на островке Маунт-Дезерт, она стала жить жизнью простой, далекой от литературных салонов, которые успели ей приесться в довоенные годы. Здесь был написан первый из романов, принесших Юрсенар всемирную славу — «Воспоминания Адриана» (1951). Это произведение стало классикой ещё при жизни писательницы.
В 60-80-е годы Юрсенар получала всевозможные премии, ордена и международные почётные звания. Но, конечно, самым приметным событием не только в её жизни, но и в литературной истории Франции стал её прием во Французскую академию (1981). Французские «бессмертные» долго противились появлению в своей среде представительницы «прекрасного пола», но наконец уступили давлению тех из своих коллег, кто в полной мере понимал масштаб личности этой выдающейся женщины. В костюме, сшитом для неё по этому случаю Ивом Сен-Лораном, Юрсенар произнесла блестящую речь, где с присущей ей иронией отметила: «Нельзя утверждать, что во французском обществе, где так сказалось влияние женщин, Французская академия отличалась каким-то особым женоненавистничеством, просто она сообразовывалась с обычаями, которые охотно возводили женщину на пьедестал, но еще не позволяли пододвинуть ей кресло».
В последние годы жизни Юрсенар активно поддерживала борьбу за равные права для женщин, не приемля, однако, «агрессивность феминизма».
Среди самых известных произведений писательницы роман «Философский камень», написанный спустя 16 лет после «Адриана», а также сборник «Восточные новеллы», посвященный любви. Юрсенар придавала понятию любви — как плотской, так и духовной — огромное значение, видя в ней священное начало.
Философски относясь к смерти, она говорила, что покидая этот мир, будет сожалеть больше всего о птицах в своем саду. Юрсенар страстно любила природу, письменно и устно выступала в защиту экологически чистого мира. Одним из её неосуществленных замыслов была книга «Пейзаж с животными». Но несколько эссе на эту тему она написать успела. Ссылаясь на свидетельства тех, кто, побывав на грани смерти, утверждал, что перед человеком в последнее мгновение проносится вся его жизнь, Юрсенар замечала, что предпочла бы увидеть не всю жизнь, а только «весенние гиацинты Мон-Нуара или фиалки Коннектикута… утопающее в розах кладбище в Швейцарии… и шум моря, звучащий от сотворения мира…».
Маргерит Юрсенар умерла 17 декабря 1987 года в своем доме в Маунт-Дезерт, куда к её смертному одру приехали французские друзья, чтобы последними звуками, услышанными ею на этой земле, стали звуки французского языка, который также был её страстной и неизменной любовью.

## Творчество

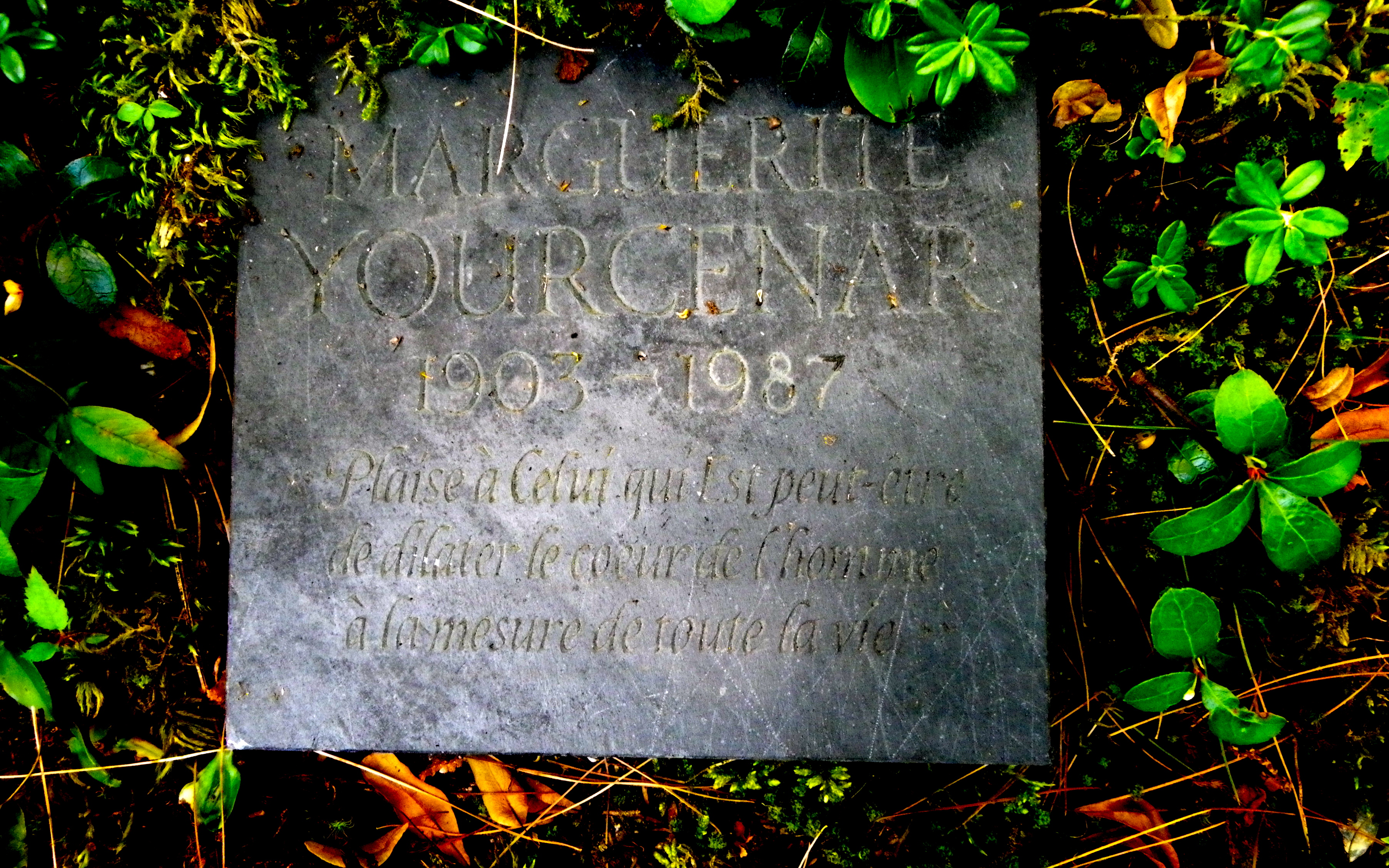
Надгробная плита Маргерит Юрсенар. Эпитафия, написанная на французском языке, из романа Философский камень: «Plaise à Celui qui Est peut-être de dilater le cœur de l'homme à la mesure de toute la vie.», что может быть переведено как "Да будет угодно Тому, кто может расширить человеческое сердце до полной жизненной меры."

Наиболее известное произведение — исторический роман «Воспоминания Адриана» (1951) о римском императоре Публии Элии Адриане.

## Награды
- Командор ордена Почётного легиона
- Офицер ордена «За заслуги»
- Офицер ордена Леопольда I

## Признание
Член Французской академии с 1981, первая женщина, избранная в Академию (необычным является также избрание бельгийца). Премия Эразмус (1983).

### Романы и рассказы
- Алексис, или Рассуждение о тщетной борьбе / Alexis ou le Traité du vain combat (1929, рус. перевод 2000)
- Денарий мечты / Le Denier du rêve (1934, рус. перевод 2003)
- Огни / Feux (1936), рус. перевод 2003)
- Восточные новеллы / Nouvelles orientales (1938, рус. перевод 1996) (рассказы)
- Последняя милость / Le Coup de grâce (1939, рус. перевод 2003)
- Воспоминания Адриана / Mémoires d’Hadrien (1951, рус. перевод М.: Радуга, 1984)
- Философский камень / L'Œuvre au noir (1968, премия "Фемина", рус. перевод М.: Радуга, 1984).
- Философский камень / L'Œuvre au noir (1968, премия "Фемина", рус. перевод 1993)
- Как текучая вода / Comme l’eau qui coule (1982, рус. перевод 2003) (три новеллы: «Anna, soror...», «Неприметный человек», «Прекрасное утро»)
- Новеллы: Синяя сказка, Первый вечер, Порча / Nouvelles: Conte bleu, Le premier soir, Maléfice (1993, рус. перевод 2003)

### Эссе и мемуары
- С оговоркой / Sous bénéfice d’inventaire (1962, рус. перевод 2003)
- Блаженной памяти / Souvenirs pieux (1974, рус. перевод 1999) (мемуары)
- Северные архивы / Archives du Nord (1977, рус. перевод 1992) (мемуары)
- Мисима, или Врата в Пустоту / Mishima ou la vision du vide (1981, рус. перевод 2003)
- Время, великий ваятель / Le temps, ce grand sculpteur (1983, рус. перевод 2003)
- Глазами странника и чужестранца / En pélerin et en étranger (1989, рус. перевод 2003)
- Обойти тюрьму / Le Tour de la prison (1991, рус. перевод 2003)